# Stift
 For alternative betydninger, se Stift (flertydig). (Se også artikler, som begynder med Stift)
Et stift eller bispedømme er et kirkeligt geografisk område bestående af provstier, der er inddelt i sogne.
Den øverste kirkelige myndighed i et stift er biskoppen. Et stift er med andre ord den lokale biskops embedsområde. Hvis stiftets biskop er ærkebiskop, kaldes stiftet også et ærkestift.
Hovedkirken i et stift kaldes en domkirke eller en katedral. I Danmark er provsten ved domkirken domprovst (tidligere stiftsprovst) og er biskoppens stedfortræder.
Folkekirken i Danmark er inddelt i 10 stifter. Kirken i Grønland hører både lovgivningsmæssigt og finansielt under Grønlands Selvstyre, ligesom folkekirken på Færøerne hører under Færøernes Lagting og Færøernes Landsstyre. Grønlands Biskop Sofie Petersen angav i forbindelse med indførelsen af den grønlandske selvstyrelov, at Grønland skulle regnes som et selvstyrende stift inden for den danske folkekirke og rigsfællesskab i henhold til grundlovens paragraf 4.

## Historisk
Bispedømme er den ældre dansk-norske betegnelse for et stift, hvor biskoppen er den kirkelige leder. I Norge bruges betegnelsen bispedømme stadig. 
Bispedømmerne i Danmark blev oprettet under Svend Estridsen, der ønskede at frigøre den danske kirke fra bispedømmet Hamborg-Bremen. Ifølge Adam af Bremen blev de første danske bispedømmer dannet ved et møde mellem Svend Estridsen og ærkebiskop Adalbert af Bremen i 1053. Her blev Danmark inddelt i otte bispedømmer: Slesvig, Ribe, Aarhus, Viborg og Vendsyssel-Thy vest for Lillebælt, Odense, Roskilde og Lund øst for Lillebælt. I begyndelsen blev bisperne udnævnt fra Hamburg-Bremen, og de fleste biskopper kom derfra. Det var Adalbarts plan at gøre Nordtyskland og Norden til et samlet patriarkat. Det stødte dog på modstand fra Pave Gregor 7., der støttede Svend Estridsens plan om at oprette en nordisk kirkeprovins. Den blev efter kongens død realiseret i 1104  med oprettelsen af kirkeprovinsen i Lund.
Bispedømmerne var før reformationen blandt landets største ejendomsbesiddere.

## Danske stifter
- Bispedømmet København
- Københavns Stift
- Helsingør Stift
- Roskilde Stift
- Lolland-Falsters Stift
- Fyens Stift
- Aalborg Stift
- Viborg Stift
- Aarhus Stift
- Ribe Stift
- Haderslev Stift
- Grønlands Stift